# 1717 Arlon
1717 Arlon este un asteroid din centura principală, descoperit pe 8 ianuarie 1954, de Sylvain Arend.